# 菲涅山

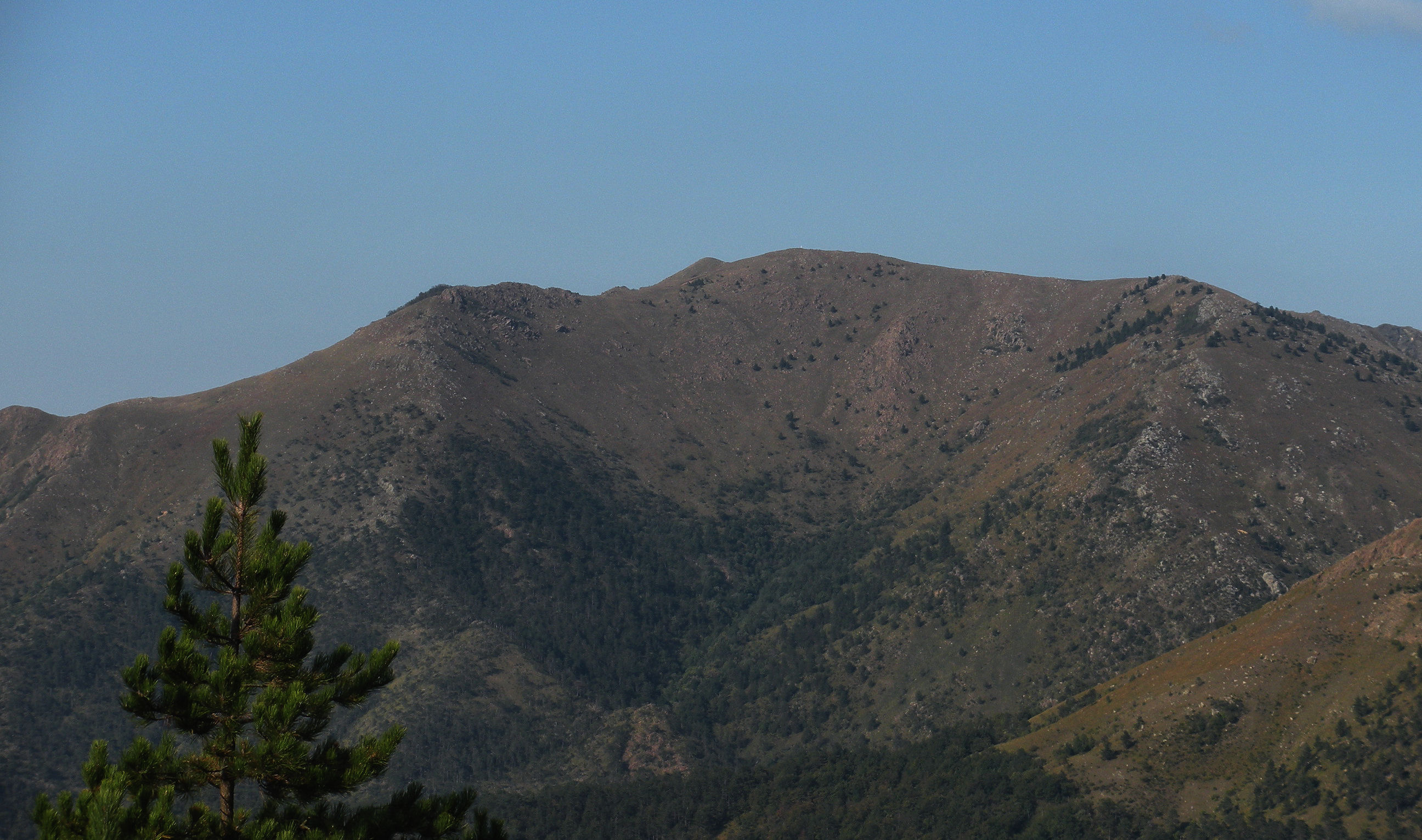

44°33′51″N 8°50′8″E / 44.56417°N 8.83556°E
菲涅山（義大利語：Monte delle Figne），是意大利的山峰，位於該國西北部，由皮埃蒙特大區負責管轄，屬於利古雷亞平寧山脈的一部分，海拔高度1,172米，每年平均降雨量1,375毫米。